# Гродзіськ (Лодзинське воєводство)
Гродзіськ (пол. Grodzisk) — село в Польщі, у гміні Дмосін Бжезінського повіту Лодзинського воєводства.
Населення — 112 осіб (2011).
У 1975-1998 роках село належало до Скерневицького воєводства.

## Демографія
Демографічна структура станом на 31 березня 2011 року:
|          | Загалом | Допрацездатний вік | Працездатний вік | Постпрацездатний вік |
| -------- | ------- | ------------------ | ---------------- | -------------------- |
| Чоловіки | 59      | 13                 | 35               | 11                   |
| Жінки    | 53      | 10                 | 25               | 18                   |
| Разом    | 112     | 23                 | 60               | 29                   |